# Imaginary playmate
Imaginary playmate (en español: Juegos imaginarios) es una película que se estrenó en TV en el año 2006 en Canadá.

## Sinopsis
La historia se basa en una familia compuesta por Michael, su pequeña hija Molly, y su actual esposa Suzanne. Ellos se mudan a una casa, en donde Molly "conoce" a una niña llamada Candace Brewer, antigua inquilina, que tiene una trágica historia. Esa niña comienza a jugar a diario con Molly y la relación se vuelve conflictiva cuando Candace quiere formar parte de su familia y sabe que Suzanne está esperando un hijo. La niña se torna violenta. El padre no se cree la historia de la amiga imaginaria.

## Reparto
- Dina Meyer es Suzanne.
- Rick Ravanello es Michael Driscoll.
- Nancy Sivak es Dr. Barrett.
- Kurt Evans es Dr. Rob Connelly.
- Marilyn Vance es Dora.
- Pablo Coffey es John Forbes.
- Cassandra Sawtell es Molly Driscoll.
- Nicole Muñoz es Candace Brewer.

## Premios
| Premio | Categoría                                               | Resultado |
| ------ | ------------------------------------------------------- | --------- |
| Leo    | Mejor banda sonora musical en un drama de largo metraje | Nominada  |